# 카나우지
카나우지(힌디어: कन्नौज, 산스크리트어: कन्यकुब्ज 칸야쿠브자)는 인도 우타르프라데시주에 위치한 도시로, 카나우지구의 구청 소재지이다. 인구는 71,530명(2001년 기준), 높이는 해발 139m이며 북인도의 고도이기도 하다. 중세 카나우지 왕국의 수도였다.